# Ведмедко-богатир
Медведко-богатир (також Іван Медведко, Медведко-Івашка, Іван Ведмеже вушко; біл. Івашка Мядзведжае вушка, Іван Мядзведжы сын, Медзвядзюк) — персонаж східнослов'янської міфології та народних чарівних казок. Богатир, що володіє неймовірною силою, народжений від статевого акту ведмедя або ведмедиці з людиною.
Відомо шість варіантів сюжету, де Медведко-богатир виступає головним героєм. За системою класифікації Aарне-Томпсона казковий сюжет має індекс 650А «Іван ведмеже вушко»: юнак (нерідко син ведмедя) виявляє надзвичайну силу (у кузні, у лісі), іноді шкодить своєму господареві, накликає на себе скарги; його виганяють, він здійснює подвиги. Російських варіантів казки — 42, українських — 22, білоруських — 13. Cюжет загальноєвропейський, лише у Європі налічується 130 варіантів цього сюжету. За фольклорними уявленнями, ведмідь часто вважався незвичайною твариною: усередині нього знаходиться людина, або прирівнювали ведмедя до лісовика — найближчої людини міфологічної істоти. Казковий сюжет зафіксував вкрай архаїчні міфологічні уявлення фрагментів тотемістичних міфів та міфів про потойбіччя.

## Образ
Медведко — син дівчини Ріпки і Ведмедя — лісового царя: «до пояса людина, а від пояса ведмідь», «шкіра ведмежа, обличчя людське», людина — тільки вуха, або одне вухо ведмеже.
Виступає разом з богатирями Вернигорою, Вернидубом і Крутоусом (у росіян — Горинею, Дубинею та Усинею, у білоруській казці — Дуб-Дубовик та Гора-Горовик). Бореться з Бабою-Ягою у хатинці на курячих ніжках і перемагає її. Після чого спускається в Підземне царство, куди бігла Баба-Яга і видобуває трьох царівен — дочок Баби-Яги. Вважалося, що якщо герой добровільно спускався в Підземелля або пірнав у море, окроп, молоко, то у нього була надія на відродження після смерті, на воскресіння — навіть у кращому вигляді. З Підземного царства він мав вибратися по мотузці, яку тримають товариші, але раптово Дубиня рве мотузку через побоювання, що йому не дістанеться наречена. Медведко рятує Нагай-птах. Богатирі-велетні розбігаються, а Медведко одружується.
За сюжетом казка дуже близька до казки «Котигорошко».